# Rosenbergsråkarna
Rosenbergsråkarna är ett naturreservat i Strömsunds kommun i Jämtlands län.
Området är naturskyddat sedan 2017 och är 90 hektar stort. Reservatet består av gammal granskog, rikkärr och i norr av lövsumpskog